# الجوع في بنغلاديش
الجوع في بنغلاديش يعد الجوع مشكلة تؤثر على ملايين المواطنين. ففي بنغلاديش يندرج 40% من سكان البلد تحت ثلاث فئات: الجوع والمجاعة والجوع المزمن. و تتألف بعض الآثار الجانبية للجوع من : سوء التغذيةوتقزم الطفل وهزال الطفل. ووفقا لليونيسيف، هناك ثلاث نتائج رئيسة مقسمة كالتالي: نقص الوزن (معتدل) بنسبة 36.4 %،و التقزم بنسبة 41.3 %، و الهزال بنسبة 15.6 %.  و يُعرف تقزم الأطفال أو يحدث عندما يكون طول الطفل أقل بمرتين من متوسط الطول الطبيعي لسنه ويتحقق هزال الطفل عندما يكون وزن الطفل أقل بمرتين من متوسط الوزن بالنسبة للطول.
لقد ظلت مشكلة الجوع راكدة على مر السنين، إلا أن بنغلاديش أظهرت جهودا هائلة نحو الحد من الجوع في السنوات القليلة الماضية، لاسيّما خلال واحدة من أصعب الأوقات في أواخر السبعينات من القرن العشرين، مع أن أوائل العشرينيات من القرن الواحد والعشرين شكلت أيضاً تحديا.  إذ لم يكن لدى العديد من المزارعين خلال فترة المجاعة هذه أي فكرة عن كيفية توفير الغذاء نظراً لافتقار الأراضي إلى العناصر الغذائية بسبب الزراعة الجائرة . 

## الأسباب
أما العوامل التي ساهمت في انتشار الجوع عبر المناطق المختلفة في بنغلاديش فهي الافتقار إلى الموارد، ونقص التعليم.و تعرف منظمة الصحة العامة BMC الجوع بأنه " محدودية أو وفرة غير مؤكدة لأغذية آمنة من ناحية التغذية أو قدرة محدودة أو غير مؤكدة للحصول على أطعمة مقبولة بطرق مقبولة اجتماعيًا.

## الإحصائيات
يتزايد الجوع في بنغلاديش في الطبقة الوسطى والدنيا من السكان بمعدل سريع مقارنة بغيرها من بلدان جنوب آسيا وما زال الجوع يعد مشكلة هناك.  لقد تحسنت بنغلاديش اقتصاديًا ولكنها ما زالت تواجه مشكلة جوع وطنية ضخمة بوجود حوالي 40 مليون شخص قريبين من المجاعة.  مؤشر الجوع العالمي هو نظام تصنيف يقيس الجوع عالميا وإقليميا، وعلى مستوى الدولة . و تحتل بنغلاديش حاليًا المرتبة 90 من أصل 118 دولة، ويموت أطفال يعانون من الجوع المزمن كل 5 ثوان هناك. 

### الأطفال
لقد أجرى مشروع المراقبة التغذوية للأمن الغذائي دراسات للمناطق المهددة وهي الحزام الساحلي، والتلال الشرقية، ومنطقة هور، وسفوح  بادما، والسفوح الشمالية. وفي المجموع هناك 14,712 طفل من عمر 6 – 59 شهرا يعانون من انعدام الأمن الغذائي. و يعيش معظم الأطفال الذين يعانون من الجوع في المناطق الريفية التي تغطيها دراسات هذا المشروع بنسبة 94%. 

### البالغين
لا يؤثر الجوع وسوء التغذية على الأطفال وحسب وإنما أيضا على الأفراد الأكبر سنا؛ فقد شملت إحدى دراسات مشروع المراقبة التغذوية التي أجريت في متلاب الواقعة على بعد 55 كم جنوب شرق دكا 850 فردا من كبار السن ممن تجاوزت أعمارهم 60 سنة. وخلال فترة التجربة توفي  63 فردا منهم بسبب الجوع وهاجر 11 فردا آخرين من المنطقة. لقد أظهرت النتائج أن المرأة كانت أكثر عرضة لنشوء الأمراض المزمنة بسبب الجوع. أما الأمراض المزمنة التي أصبن بها فقد كانت مرتبطة بسوء التغذية الذي عانين منه في سن الطفولة. 

## الأثر
يمكن أن يكون لتوافر الغذاء تصور وعواقب سلوكية. لقد أُجريت تجارب في منطقة جايباندها في شمال غرب بنغلاديش لدراسة وتصنيف انعدام الأمن الغذائي لدى الأسر هناك.  و قد وضعت بعض المعايير خلال فترة 6 أشهر لقياس انعدام الأمن الغذائي هناك وهي. 
1-الأمن والقدرة على التنبؤ على اقتناء المواد الغذائية 
2-انخفاض نوعية الأغذية و/أو الكمية 
3. السلوكيات المقبولة اجتماعيا أو استراتيجيات لزيادة الموارد على الائتمان من المتاجر واقتراض الغذاء من الأقارب. 
وأشارت النتائج إلى أنه كانت المرأة في 65% من الأسر التي تعاني من الجوع ربة الأسرة؛ وفي 35% منها كان الرجل فيها رب الأسرة .

### التحيز بين الجنسين
و من تبعات المعاناة من الجوع في بنغلاديش التي رأيناها هي أن هناك تحيز جنساني لدى أسر معينة بخصوص من سيحصل على الطعام. ففي القرى الصغيرة التي يمتلك فيها الذكور مقاييس مختلفة يفضل الآباء إطعام أبنائهم الذكور أكثر من إطعام بناتهم . وبغض النظر عن آثار الطبيعة الأم، توصلت الدراسة أيضا إلى أن رب الأسرة له تأثير كبير في ما يتعلق باستهلاك الطعام. لا تزال المرأة في بنغلاديش تعاني من التمييز وما زال ينظر لها بدونية. الأسر التي تكون فيها الإناث الكاسبات للقمة العيش هن من يحصلن على أقل الطعام على المائدة. وتشكل النساء نسبة 32 % من الأفراد الذين هم تحت خط الفقر. وفي بعض الحالات التي تكون فيها المرأة في الأسرة متعلمة فإن فرصتها للإصابة بالمجاعة تقل بنسبة 43% . و في السنوات الأخيرة احتشدت النساء لمحاولة تغيير الوضع . و أسست  النساء في بنغلاديش منظمة لمكافحة الجوع المزمن؛ بمشاركة 45,000 امرأة كان هدفهن هو الحد من عدد النساء غير المتعلمات وتعزيز احساس المرأة بقيمتها الذاتية وإثبات أن النساء قادرات أيضا على إعالة أسرهن. إن النساء غير المتعلمات معرضات أكثر لكسب مقدار أقل من المتوسط الذي يخصص للنساء. وعموما تحاول هؤلاء النساء القضاء على الجوع المزمن بين أطفالهن. فخلال هذا الوقت الصعب ازداد عدد الأطفال والشيوخ الذين يموتون بسبب الجوع بنسبة 30%. و لم يتناقص إلا عندما ضغطت الولايات المتحدة على السياسيين في بنغلاديش لمساعدة مزارعيها.